# Peter H. Amann
Peter Henry Amann (geboren als Peter Heinrich Amann 31. Mai 1927 in Wien; gestorben 14. Juni 2012 in Manchester (Missouri)) war ein US-amerikanischer Historiker.

## Leben
Peter Heinrich Amann war ein Sohn des Gymnasiallehrers und Schriftstellers Paul Amann und der Dora Irayni, er hatte eine Schwester. Nach dem Anschluss Österreichs 1938 emigrierte die Familie 1939 nach Frankreich und gelangte 1941 in die USA. Das Gros seiner Verwandtschaft, darunter seine beiden Großelternpaare, wurden Opfer des Holocaust. 
Amann studierte Ökonomie am Oberlin College (A.B. 1947) und an der University of Chicago (M.A. 1953) und wurde 1958 in Chicago promoviert. Er heiratete die finnische Immigrantin Enne Niemi, sie hatten drei Kinder. Er arbeitete als Instructor für Geschichte am Bowdoin College und ging 1959 als Assistant Professor an die Oakland University. 1965 wurde er Professor an der Binghamton University und 1968 an der University of Michigan–Dearborn, wo er bis zu seiner Emeritierung 1992 lehrte.
Amanns Arbeitsschwerpunkt war die Französische Geschichte im 18. und 19. Jahrhundert. 1983 veröffentlichte er außerdem eine Untersuchung über die US-amerikanische faschistische Organisation der 1930er Jahre Black Legion.

## Schriften (Auswahl)

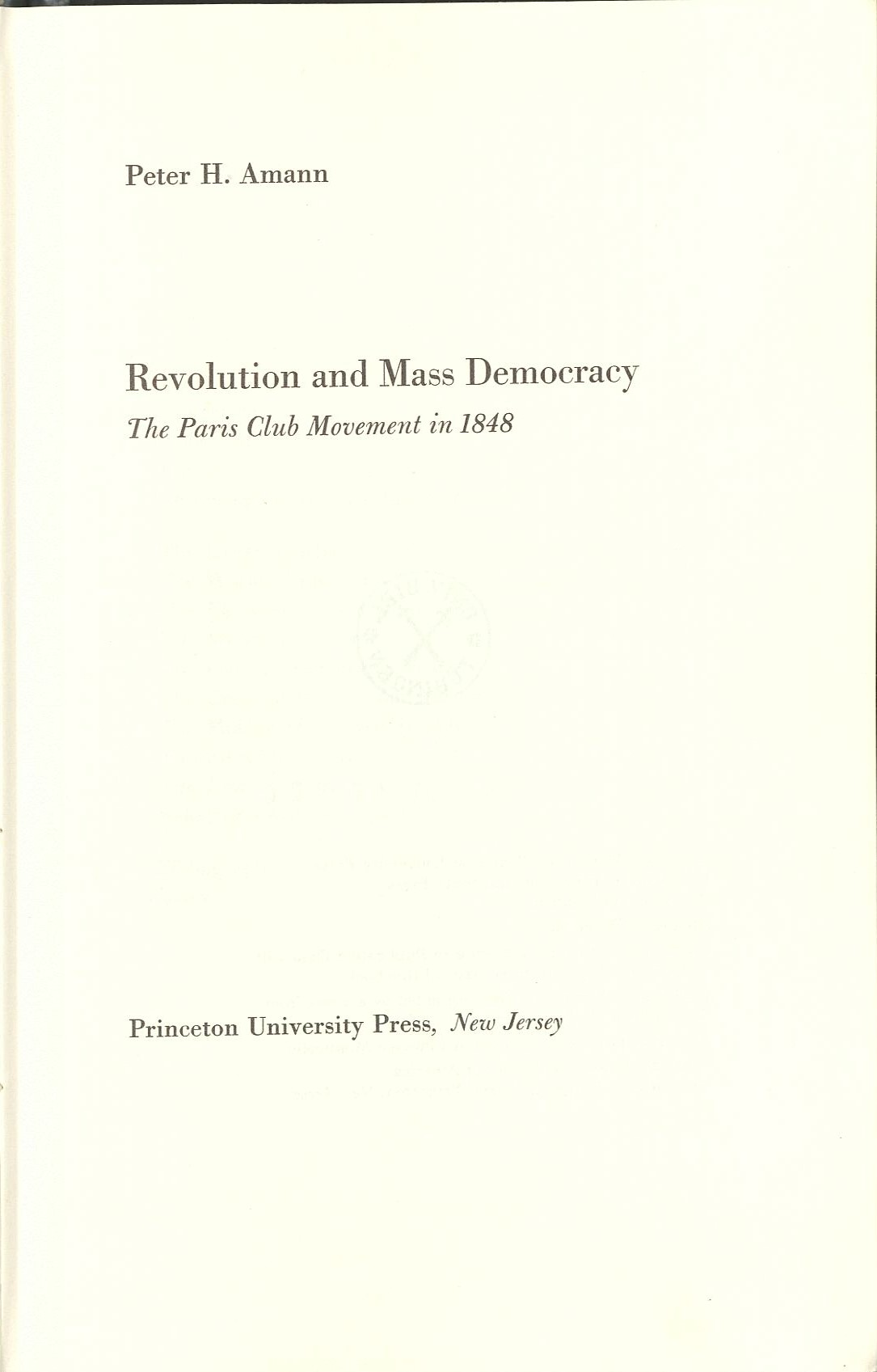
Paris Club Movement (1975)

- The Eighteenth Century Revolution: French or Western? Heath, 1963.
- The Modern World: 1650–1850. McGraw Hill, 1967.
- Revolution and Mass Democracy: The Paris Club Movement in 1848. Princeton Univ. Press, 1975.
- Jeanne Bisilliat, Michèle Fieloux: Women of the Third World: Work and Daily Life. Übersetzung aus dem Französischen Enne Amann, Peter H. Amann. Fairleigh Dickinson Univ. Press, 1987.
- Vigilante Fascism: The Black Legion as an American Hybrid, in: Comparative Studies in Society and History. 25 (3), 1983 S. 490–524.
- The Corncribs of Buzet: Modernizing Agriculture in the French Southwest. Princeton Univ. Press, 1990.
- The French Revolution at the Grassroots: A Critical Bibliography of Recent Works on Village, Small Towns, and Small Rural Regions during the Revolutionary Period. Univ. of Michigan Library, Scholarly Pub. Office, 2006.